# Смоляных, Василий Иванович
Василий Иванович Смоляных (25 октября 1923, Новошахтинск, Ростовская область — 1 января 1953, Ростовская область) — участник Великой Отечественной войны, командир 6-й стрелковой роты 133-го гвардейского стрелкового полка (44-я гвардейская стрелковая дивизия, 105-й стрелковый корпус,  65-я армия, 1-й Белорусский фронт), гвардии старший лейтенант. Герой Советского Союза.

## Биография
Родился 25 октября 1923 года в городе Новошахтинск Донской области (ныне в Ростовской области) в семье крестьянина. Русский.
Окончил 9 классов.
В Красной Армии с июня 1941. В 1942 году окончил Бобруйское пехотное училище. В действующей армии с марта 1942 года. Член ВКП(б)/КПСС с 1944 года.
Командир роты стрелкового полка гвардии старший лейтенант Василий Смоляных в числе первых 5 сентября 1944 года форсировал реку Нарев. Его рота захватила рубеж на правом берегу, отразила несколько контратак противника и расширила плацдарм.
В. И. Смоляных был участником Парада Победы 1945 года на Красной площади. С 1946 года капитан Смоляных — в запасе.
Работал на шахте в Новошахтинске (в посёлке имени Горького) заместителем начальника шахты по быту и кадрам, также был начальником рудника на острове Шпицберген. Учился в Новочеркасском политехническом институте.
Умер 1 января 1953 года, похоронен в Новошахтинске.

## Подвиг
В наградном листе Смоляных В. И. есть изложение личного боевого подвига:

 Смоляных 5 сентября 1944 г. при преодолении водного рубежа Нарев, несмотря на массированные налёты авиации противника и беспрерывный обстрел переправ сумел без потерь форсировать реку Нарев. Немцы, предприняв ряд яростных атак, стремились любой ценой прорваться к правому берегу и оттеснить наши подразделения за реку. Тов. Смоляных, проявляя стойкость и воинское мастерство, сдержал бешеный натиск врага, отразил атаку вражеских танков. В. И. Смоляных, находясь среди своих бойцов, призывал их сражаться до последнего патрона, не отступая ни на шаг. Своим примером он вселял в каждого воина непоколебимую веру в победу. Была отражена вторая танковая атака. В наступление пошла немецкая пехота. Когда она приблизилась на расстояние 100 м, рота т. Смоляных открыла залповый огонь из всех видов стрелкового оружия. Гитлеровцы, потеряв десятки убитых и раненых, в панике разбежались. В течение полутора суток рота Смоляных отразила несколько вражеских атак, уничтожила свыше взвода немецкой пехоты. Когда был дан сигнал к наступлению, т. Смоляных, поднявшись первым, повёл за собой бойцов в атаку. За образцовое форсирование реки Нарев, за расширение плацдарма и проявленное при этом мужество и геройство, Гвардии старшего лейтенанта Смоляных В. И. представляют к присвоению звания Героя Советского Союза с одновременным награждением Орденом Ленина и вручением медали «Золотая звезда».

## Награды
- Герой Советского Союза (24.03.1945)[1]
- Орден Ленина(24.03.1945)[1]
- Орден Отечественной войны II степени(25.02.1945)[2]

- Медаль «За отвагу»[3]

- Медаль «За победу над Германией в Великой Отечественной войне 1941—1945 гг.» (9 мая 1945)
- Медаль «30 лет Советской Армии и Флота».[4]

## Память
- Герой Советского Союза Василий Иванович Смоляных так ответил на призыв Военного совета во время подготовки операции по форсированию Одера:

«Наш полк прошёл славный боевой путь. На нашем полковом знамени блестит орден Красного Знамени. Не раз мы разрушали, казалось, неприступную оборону противника и на этот раз сумеем с честью выполнить боевую задачу».

- В Новошахтинске именем Героя названа одна из улиц города[6].
- В фойе клуба посёлка имени Горького находится стенд «Отважный и преданный сын России», посвящённый В. И. Смоляных[7].